# 西灣 (澳門)

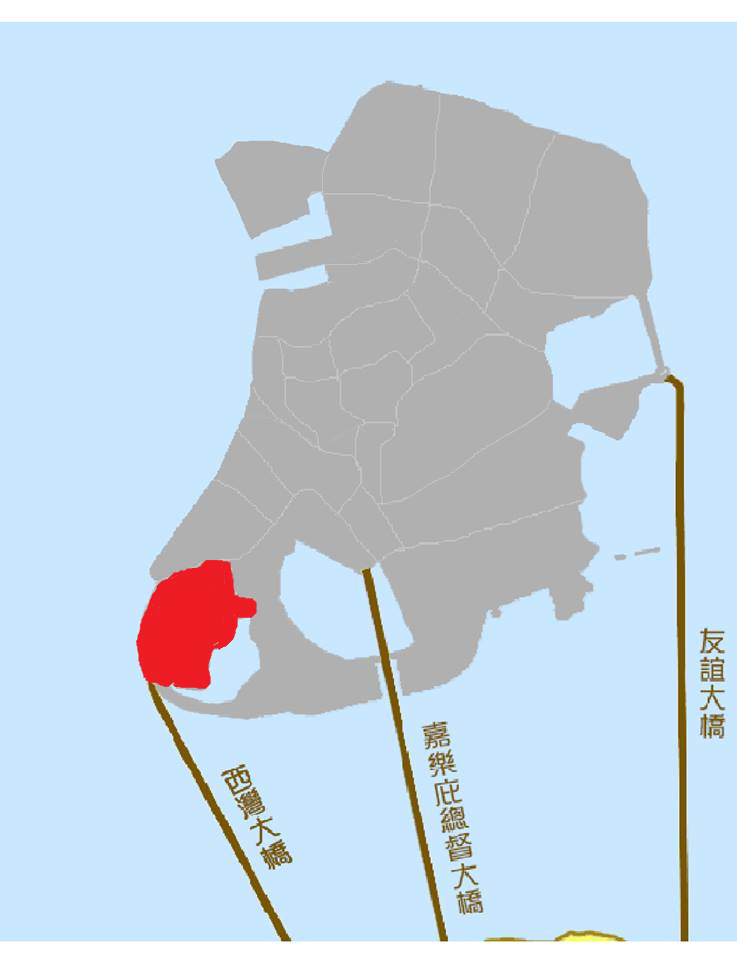
澳門半島上的西灣

西灣 (葡萄牙語：Praia do Bom Parto，或以粵語發音之葡語拼寫成：Sai Van），原為澳門半島的一处海灣，同時為澳門半島最南面的海灣，昔日為商船停泊之處。沿岸為澳門住宅區。
1990年代，西灣南面進行填海，改為人工湖，稱西灣湖。現有融和門。海岸線現在是民國大馬路，昔日的海堤只餘下政府總部以南的一段。

## 「灣」的發音
西灣的灣，一般澳門市民皆讀成「環」，甚至在學校、新聞媒體都會出現同樣情況，新福利9路線巴士在2011年8月1日前車頭牌亦標為「經葡京-西環-媽閣」，以上都是約定俗成的現象。同樣情況出現在南灣。

## 公共交通

### 公共巴士
- 東行

M197 半邊橙／迅發花園（Meia Laranja／Edf. Son Fat）
路線：6B、16S、28B
M195 西灣／大興大廈（Sai Wan／Edf. Tai Heng）
路線：6B、16S、28B
M192 民國馬路（Av. Republica）
路線：6B、9、16、16S、28B
- 西行

M193 民國馬路／西灣湖（Av. Republica／Lago Sai Wan）
路線：9
M194 西灣（Sai Wan）
路線：9
M196 半邊橙（Meia Laranja）
路線：9

## 另見
- 西灣大橋
- 西灣湖廣場